# Spermatofoor

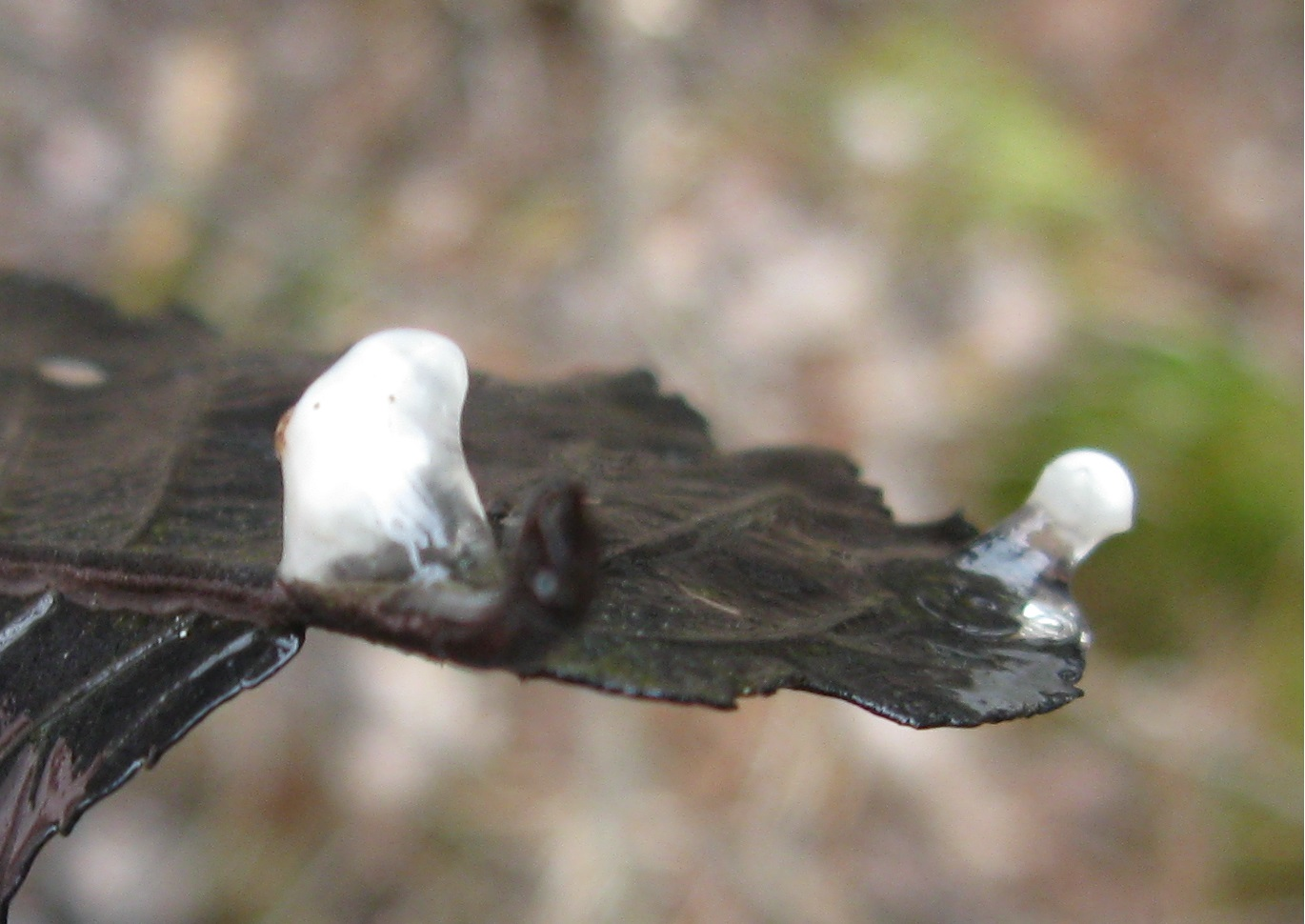
Spermatoforen van salamanders uit het geslacht Ambystoma op een blad.

Een spermatofoor is het zaadpakketje van een mannelijk dier dat wordt afgedragen aan het vrouwelijk dier om bevruchting mogelijk te maken. Het kan gaan om uiteenlopende diersoorten, van gewervelde dieren als salamanders tot ongewervelde dieren als spinnen. 
Bij de salamanders wordt de spermatofoor na een balts, die bestaat uit een soort dansje, afgezet door het mannetje die het door de cloaca afzet op het substraat. Het vrouwtje neemt het vervolgens op in haar cloaca zodat de eitjes kunnen worden bevrucht.
Bij sommige insecten wordt de spermatofoor niet alleen gebruikt voor de zaadoverdracht, maar ook om de vrouwelijke cloaca af te sluiten zodat geen andere mannetjes meer met haar kunnen paren, wat een nageslacht van het eerste mannetje dat met haar paart vergroot. 